# Generi di conforto
Generi di conforto è il quarto album studio del cantautore italiano Folco Orselli, pubblicato nel 2011. 

## Tracce
I testi e le musiche sono di Folco Orselli.
1. In caccia di te (Orselli-Messina)
2. In equilibrio (cadendo nel blues) (Orselli-Messina)
3. Dubbi (Orselli)
4. La ballata di piazzale Maciachini (Orselli)
5. La ballata del Paolone (Orselli)
6. Balla (Orselli)
7. Macaria (Orselli)
8. Storia della morte e del suo amor (Orselli-Messina)
9. Inno alla follia (Orselli)
10. Manila (Orselli-Messina)

## Formazione
- Folco Orselli - voce, chitarra, pianoforte
- Giorgio Secco - chitarra acustica, chitarra elettrica
- Enzo Messina - pianoforte, organo Hammond, chitarra, programmazione
- Stefano Bagnoli - batteria
- Marco Ricci - contrabbasso
- Pepe Ragonese - tromba
- Daniele Moretto - corno, tromba, flicorno
- Luciano Macchia - trombone
- Valentino Finoli - sassofono tenore, sax alto

- Matteo Agosti - mixing
- Giovanni Versari - mastering